# Piper monostigmum
Piper monostigmum är en pepparväxtart som beskrevs av C. Dc.. Piper monostigmum ingår i släktet Piper och familjen pepparväxter. Inga underarter finns listade i Catalogue of Life.